# FM-X
FM-X は富士通から発売されていたMSX。1983年発売。富士通製としては唯一のMSXである。

## 概要
カートリッジスロット1つと16KiBytesのRAMを備えた、当時の廉価なMSXとしては標準的な仕様を持つ。
他に独自の拡張スロットにFM-7インターフェースを実装し、同社のパソコンFM-7と接続し協調動作を行えるのが特徴。FM-7との接続により、双方で以下の機能が使用できる。
- FM-X側より
  - FM-7のメモリーを増設メモリーとして使用し、メインメモリーを32KBに拡張できる。
  - 別売りのパラレルインターフェイス搭載時にプリンターバッファとして利用可能。
  - FM-7のシリアルポートを使用可能。
  - FM-7側の一部のキー入力をサポート。
  - call monとしてコールすると、マシン語モニタが利用可能。
  - PSGを共有し、6和音の発音が可能。

- FM-7側より
  - デジタルRGB出力をFM-XのデジタルRGB入力端子に接続することでスプライト機能が利用できる。
  - PSGを共有し、6和音の発音が可能。
  - FM-X側のジョイスティックポートが利用可能。
  - 3CPU協調動作が可能。

## その他
FM-7との協調動作のために、MSX仕様機では唯一、FMシリーズ用と同じ8色しか表示できないデジタル方式のRGB映像出力
を備えている。FMシリーズと共通のディスプレイを利用できた半面、RGB出力ではMSXの本来の色表現である16色の表示が出来なかった。
ただし、MSX規格では「映像はRF・ビデオ・アナログRGBのいずれかの出力方式で表示できれば良い」とされており、本機はRF出力もあったため、この点では仕様に準拠している。また規格で定められていないハードウェア拡張に関しても制限は無く、デジタルRGB端子の存在は規格に違反していない。